# Hydrurodioxygène
Le radical hydrurodioxygène HO2• est une espèce chimique de type monoradicalaire fréquemment rencontrée en combustion chimique.